# 요시다 레이코
요시다 레이코(일본어: 吉田玲子, 1967년~)는 일본 히로시마현 출신의 여성 작가. 일본 극작가 협회 회원. 호세이 대학 문학부 졸업.

## 참가 작품

### 애니메이션
- 케이온! (2009년) 1화, 2화, 7화, 9화, 11화, 번외편 전편 각본
- 케이온!! (2010년) 1화, 2화, 6화 ,9화 ,12화, 17화, 21화, 23화, 최종회, 번외편 計画!(계획!) 각본
- 영화 케이온! (2011년) 각본
- 타마코 마켓 (2013년) 1화, 2화, 3화, 7화, 9화, 11화, 최종화 각본
- 타마코 러브 스토리 (2014년) 각본
- 너와 파도를 탈 수 있다면 (2019년) 각본
- 베리베리 뮤우뮤우